# طلال الخالد
طلال خالد الاحمد الصباح (عربی: الشیخ طلال خالد الأحمد الصباح‎، زادهٔ ۱۹۶۶)، که با نام طلال الخالد نیز شناخته می‌شود، سیاست‌مدار سابق کویتی و از اعضای خاندان حاکم است که به بدنامی شناخته می‌شود. وی پیش‌تر در دولت کویت به‌عنوان معاون اول نخست‌وزیر، وزیر کشور و وزیر دفاع از سال ۲۰۲۲ تا ۲۰۲۳ خدمت کرد. افزون بر این، او فرماندار استان عاصمه نیز بوده است.
وی در تاریخ ۱۴ ژانویه ۲۰۲۵ به جرم اختلاس و پول‌شویی بودجه سیاه وزارتخانه‌های دفاع و کشور محکوم شد. دادگاه وزارتی او را به ۱۴ سال حبس محکوم کرد و جریمه‌ها و بازپرداخت‌هایی به مبلغ تقریبی ۹۸ میلیون دلار آمریکا برای وجوهی که در دوران تصدی خود به‌نادرستی استفاده کرده بود، بر او تحمیل کرد.

## اوایل زندگی
طلال الخالد در سال ۱۹۶۶ در کویت زاده شد. پدر او، خالد الاحمد، از زمان تأسیس دیوان امیری تا سال ۱۹۹۰ به‌عنوان وزیر این نهاد خدمت کرد. الصباح تحصیلات عالی خود را در بریتانیا گذراند و مدرک کارشناسی در رشتهٔ مدیریت بازرگانی دریافت کرد. دوران حرفه‌ای خود را در سال ۱۹۸۳ در صنعت نفت آغاز کرد و در چندین شرکت فعالیت داشت. از سال ۱۹۹۰ تا ۲۰۰۱، او مدیر روابط عمومی شرکت نفت کویت بود. در نوامبر ۲۰۰۱، به شرکت نفت کویت منتقل شد.

## فعالیت حرفه‌ای

### فعالیت بازرگانی
در ۸ سپتامبر ۲۰۰۴، الصباح به‌عنوان عضو هیئت‌مدیره شرکت نفت کویت منصوب شد و به‌مدت سه سال تا ۲۵ سپتامبر ۲۰۰۷ در این سمت باقی ماند. او سپس به شرکت نفتکش‌های کویت رفت و در تاریخ ۲۱ مه ۲۰۱۳ به‌عنوان رئیس هیئت‌مدیره این شرکت منصوب شد. در ۲۸ ژوئیه ۲۰۱۳ نیز مدیرعامل شرکت نفتکش‌ها شد و تا ۳ فوریه ۲۰۱۹ در این سمت باقی ماند. در ۲۴ مارس ۲۰۱۹، او به‌عنوان فرماندار استان عاصمه منصوب شد. او در این سمت خدمت کرد تا زمانی که به‌عنوان وزیر در دولت منصوب شد.

### فعالیت دولتی
الصباح فعالیت خود در دولت را از سال ۲۰۲۲ آغاز کرد و در چندین کابینه، سمت‌های وزیر کشور و وزیر دفاع را بر عهده داشت.
در ۹ مارس ۲۰۲۲، الصباح پس از استعفای حمد جابر العلی به‌عنوان وزیر دفاع منصوب شد. در ۱ اوت، او در چهلمین کابینه کویت دوباره به‌عنوان معاون نخست‌وزیر، وزیر دفاع و سرپرست وزارت کشور منصوب شد و جانشین احمد النواف گردید.
در ۵ اکتبر، طلال الخالد به‌عنوان معاون اول نخست‌وزیر و وزیر کشور منصوب شد.

## مسائل حقوقی

### اختلاس از اموال عمومی و پول‌شویی
در ۲ ژوئیه ۲۰۲۴، طلال الخالد پس از ارجاع پرونده‌اش توسط کمیته دائمی تحقیقات، که پیش‌تر نیز اظهارات او را بررسی کرده بود، در برابر دادگاه وزرا قرار گرفت. او به اتهام اختلاس از بودجه‌های وزارت‌خانه‌های کشور و دفاع، در دوران تصدی‌اش بر این دو وزارت‌خانه، تحت پیگرد قانونی قرار گرفت. پس از تصمیم دادگاه، الخالد با قرار وثیقه‌ای به مبلغ ۲۰۰۰ دینار کویتی آزاد شد و تا پایان دادرسی، مشمول ممنوعیت خروج از کشور گردید.
در ۱۴ ژانویه ۲۰۲۵، طلال خالد الاحمد الصباح توسط دادگاه وزرا به دلیل اختلاس و پول‌شویی با بودجه‌های وزارت‌خانه‌های دفاع و کشور مجرم شناخته شد. این مبالغ در دوران وزارت او به‌طور غیرقانونی برای منافع شخصی‌اش استفاده شده بودند. وی به مجموعاً ۱۴ سال حبس محکوم شد؛ ۷ سال برای هر یک از دو اتهام. افزون بر آن، الصباح به پرداخت ۲۰ میلیون دینار کویتی (حدوداً ۶۵ میلیون دلار آمریکا) جریمه نقدی و بازگرداندن ۱۰ میلیون دینار کویتی (تقریباً ۳۳ میلیون دلار آمریکا) به‌عنوان مبلغ اختلاس‌شده محکوم شد.